# 普拉欽達 (塔魯季涅區)
46°28′23″N 29°5′4″E / 46.47306°N 29.08444°E
普拉欽達（烏克蘭語：Плачинда）是位於烏克蘭西南部的村莊，由敖德萨州博爾赫拉德區的博羅迪諾市鎮負責管轄。該村始建於1838年，面積0.44平方公里，海拔高度123米，2001年人口70，人口密度每平方公里159.09人。